# Batalla de Caen
Con el nombre de batalla de Caen se conoce a los combates producidos durante la Segunda Guerra Mundial entre las fuerzas aliadas y el ejército del Tercer Reich alemán con posterioridad al desembarco en Normandía el 6 de junio de 1944 por el control de la ciudad francesa de Caen, capital histórica de Normandía, que concluyeron con la victoria aliada.

## Contexto
Tras producirse el desembarco aliado en las playas del departamento de Calvados, el objetivo máximo del avance de las tropas aliadas desembarcadas es la ciudad de Caen, capital histórica de Normandía. Se trata de una ciudad que es un nudo clave de comunicaciones, y que constituye la clave de las operaciones tendentes a alcanzar las orillas del río Sena y, por consiguiente, del avance hacia París, la capital de Francia. Las llanuras existentes en las cercanías de Caen permitían igualmente la construcción sencilla de aeródromos, siendo además sumamente favorables al despliegue y avance de unidades blindadas, tras quedar estas oscurecidas en su actuación por el terreno cerrado del bocage normando que habían hallado hasta entonces.
El plan inicial aliado preveía la captura de Caen el mismo día del desembarco, el 6 de junio por la noche. Sin embargo, habría que esperar finalmente seis semanas y hasta cuatro ofensivas sucesivas para que los Aliados recuperaran al enemigo lo que había quedado en pie de la ciudad.

## El cerco

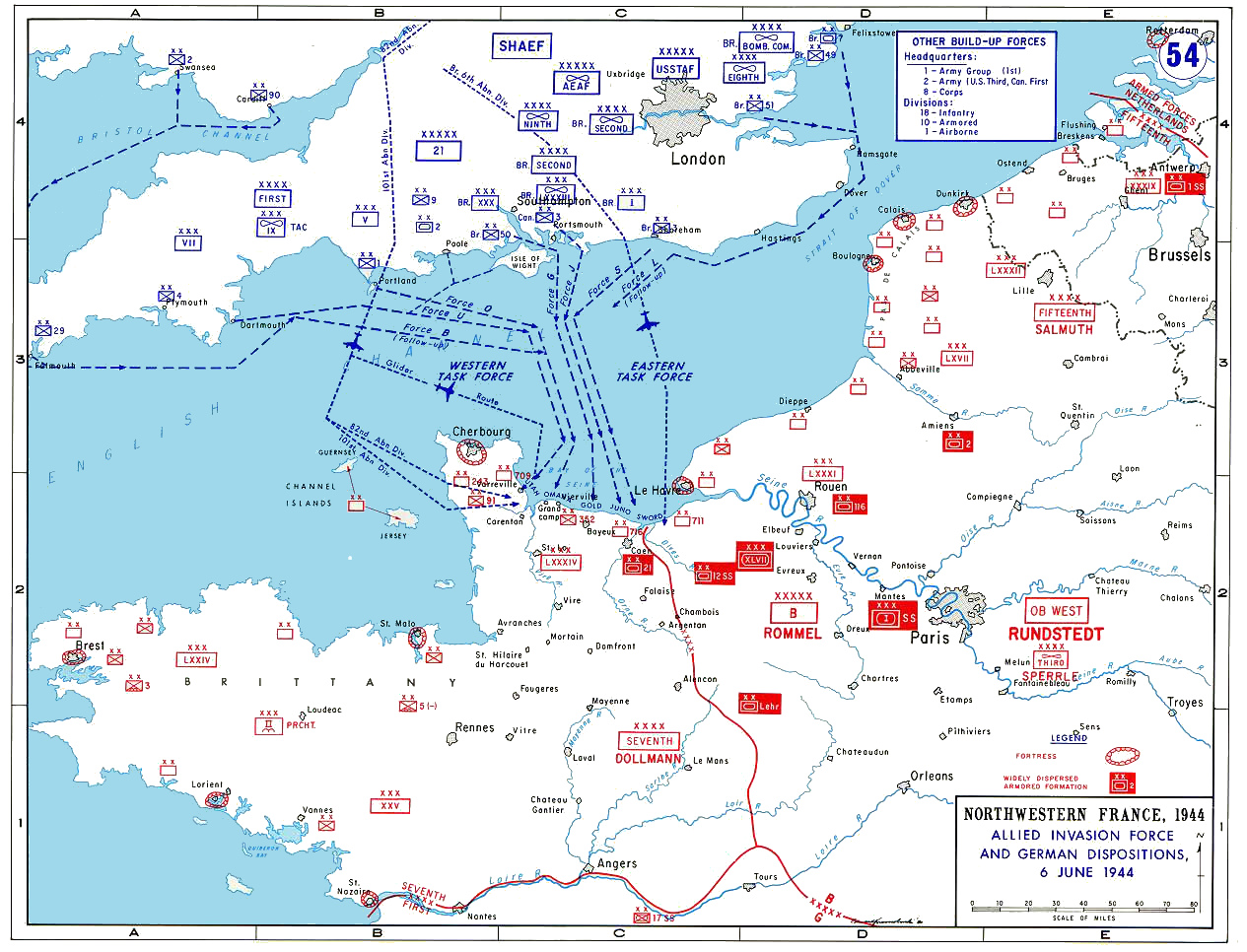
Mapa de Normandía con el despliegue de las unidades de los ejércitos enfrentados

La tarde del día 6 de junio, las tropas aliadas se encontraron completamente bloqueadas. Las principales partes de las unidades blindadas alemanas habían logrado hacer conjunción para mantener los puntos de bloqueo: los carros de combate de la 21ª División Panzer, reforzados durante la noche por los de la 12.ª SS División Panzer Hitlerjugend, formaron un muro infranqueable frente a las tropas canadienses y británicas de Bernard Montgomery, que eran las unidades encargadas de la toma de Caen.
Constatando que los primeros asaltos frontales se habían saldado por sendos fracasos, Montgomery se dedica entonces a la planificación de una serie de ofensivas cuyo objetivo es el de rodear Caen por el oeste para tomar por la retaguardia al ejército alemán.
Frente al mariscal Montgomery, que manda para los aliados el 2º Ejército británico, con un total de 150.000 hombres y tres divisiones blindadas, se encuentra su antiguo adversario en el teatro de operaciones del norte de África, el mariscal Erwin Rommel, que manda al Grupo de Ejércitos B.
Rommel protegía Caen con el 7º Ejército alemán y un Panzergruppe: unos 100.000 hombres más o menos aguerridos, con un total de siete divisiones blindadas. Las tropas que se encuentran en la campaña bajo uniforme alemán son un tanto heterogéneas, ya que incluyen a muchos voluntarios procedentes de minorías étnicas de la Unión Soviética, al igual que unidades formadas por personas de cincuenta o más años de edad o de adolescentes de 15 años de edad.
A lo largo de un período de seis semanas, se desencadenarán cuatro ofensivas aliadas sucesivas.

### La Operación Perch, del 7 al 15 de junio

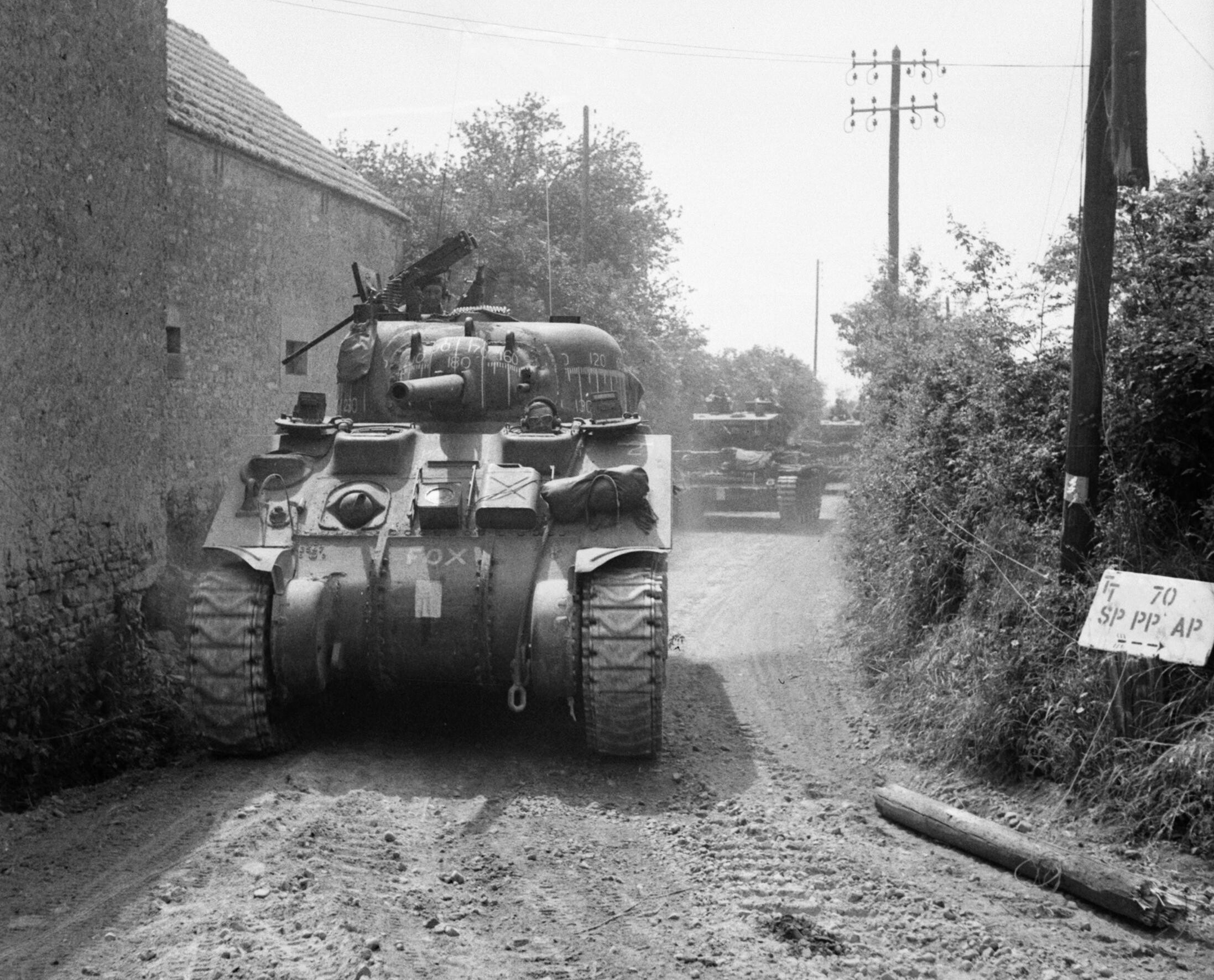
Un tanque Sherman de los Royal Marines da apoyo blindado al avance sobre Tilly-sur-Seulles el 13 de junio

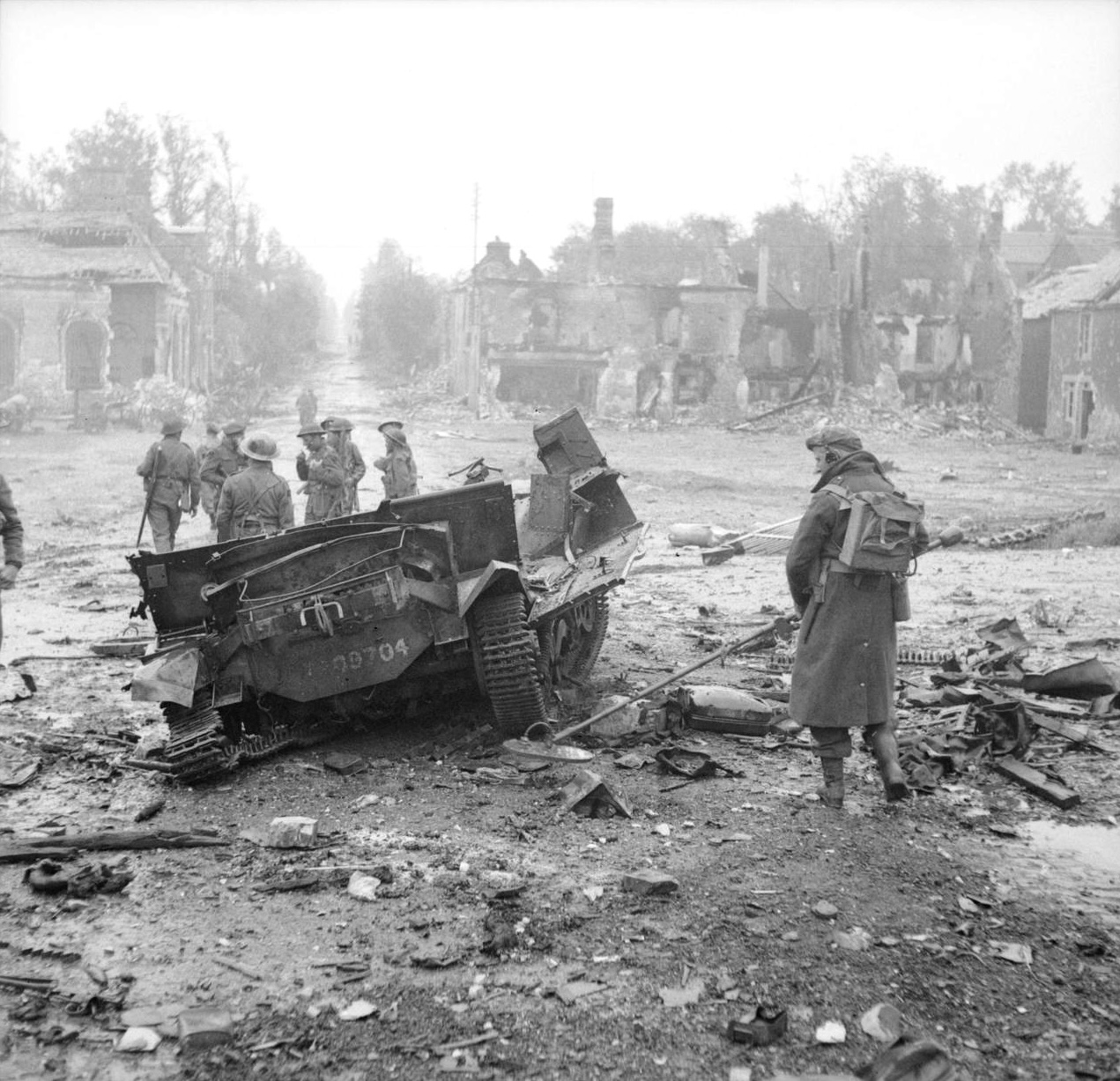
Un Universal Carrier en Tilly-sur-Seulles, el 19 de junio

Los británicos desencadenan el primer asalto el 7 de junio. La Operación Perch debe permitir el cerco de la ciudad por el oeste, pero las tropas atacantes se ven bloqueadas el día 9 de junio, ante Tilly-sur-Seulles, por la 130. Panzer-Lehr-Division, a cuyo mando se encuentra el general Fritz Bayerlein.
Montgomery lanza entonces a la batalla a la 7ª División blindada: a su vez, dicha unidad queda frenada el 13 de junio ante Villers-Bocage por un destacamento al mando de Michael Wittmann, formado por carros Tigre, unos mastodontes de acero de 55 toneladas, acompañados por algunos Panzer IV (véase Batalla de Villers-Bocage).
El 15 de junio, Montgomery debe pues rendirse a la evidencia: la Operación Perch se ha saldado con un fracaso.
Paralelamente, una tempestad en el canal de la Mancha destruye uno de los puertos Mulberry construidos para suplir la falta de grandes puertos para el desembarco de suministros aliados, provocando así dificultades de aprovisionamiento y la anulación de la ofensiva inicialmente programada para el día 18.

### La Operación Epsom, del 25 de junio al 1 de julio.
Montgomery lanza pues su segunda ofensiva el 25 de junio, la Operación Epsom. Se trata de un ataque de alto nivel, en dirección al río Odón, entre Tilly-sur-Seulles y Caen, y que implica a 90.000 hombres.
Se logra atravesar dicho río el 27 de junio, pero el avance queda nuevamente bloqueado por la llegada de dos nuevas divisiones blindadas de las Waffen-SS, en el sector de la cota 112.
La cota 112, en realidad una modesta colina, que hará regresar a los combatientes a los tiempos de la Primera Guerra Mundial: unos soldados, enterrados en las trincheras, atacan, contraatacan y sufren enormes pérdidas, aunque finalmente logran que la casi totalidad de los carros de combate alemanes resulten destruidos.

## Ataque frontal

### La Operación Charnwood del 7 de julio

Francotirador británico en las cercanías de Caen

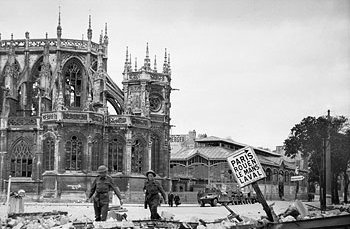
Soldados británicos ante la destruida catedral de Caen, el 10 de julio

En esta ocasión, con la Operación Charnwood, se cambia el objetivo de la operación, ya que ya no se trata de dar un rodeo a Caen, sino de penetrar directamente en la propia ciudad.
Al no haber podido desembarcar por el momento la suficiente artillería pesada, los Aliados deciden el empleo de la aviación como artillería volante para ablandar las defensas alemanas antes del ataque.
Los bombarderos pesados con base en Gran Bretaña deben pues saturar los arrabales ubicados al norte de la ciudad con el fin de destruir la infantería y las posiciones de artillería alemanas, a la vez que cortan las líneas de comunicaciones con la retaguardia alemana.
El 7 de julio, entre las 21 h 50' y las 22 h 30', 460 bombarderos de la Royal Air Force arrojan más de 2.500 toneladas de bombas explosivas, para seguidamente efectuar un martilleo intensivo de las posiciones alemanas. Entre 300 y 400 civiles franceses encontrarán también la muerte en este infierno.
De resultas de este caos, numerosos soldados alemanes quedan completamente aturdidos. Algunos regimientos alemanes quedan completamente aniquilados, mientras que otros quedan aislados de contacto con sus mandos. La 16.ª División de Campaña de la Luftwaffe, que recibe de lleno el mazazo del bombardeo aéreo aliado, pierde el 75 % de sus efectivos. A la 12.ª Division Panzer SS ya no le queda sino un único batallón. A pesar de estas terribles pérdidas, los alemanes no pierden su espíritu combativo y los combates son encarnizados. Esa tenaz resistencia, junto con la masa de los escombros producidos por los bombardeos, a lo que se unen los enormes cráteres, impiden a los británicos una rápida progresión.
El 8 de julio, a las 4 h 20', tres divisiones británicas y canadienses se lanzan al asalto de Caen, apoyadas por tres brigadas blindadas: Rommel da la orden de desplazar todo el armamento pesado a la orilla sur del río Orne
Los canadienses desalojan a los SS de Burón y de Authie, mientras que los británicos aplastan a las últimas resistencias ante Lébisey. Esa misma noche, los alemanes comienzan a flaquear. Por la mañana del 9 de julio, los canadienses toman Carpiquet, Saint-Germain-la-Blanche-Herbe, Venoix, y la Maladrerie, logrando por fin penetrar en la ciudad de Caen, aunque la destrucción de los puentes sobre el Orne les impide seguir avanzando.
Más al este, los británicos avanzan lentamente por unas calles irreconocibles por las ruinas provocadas por los intensos y repetidos bombardeos aliados, que dejaron también enormes cantidades de civiles muertos.

### La Operación Goodwood del 18 al 20 de julio

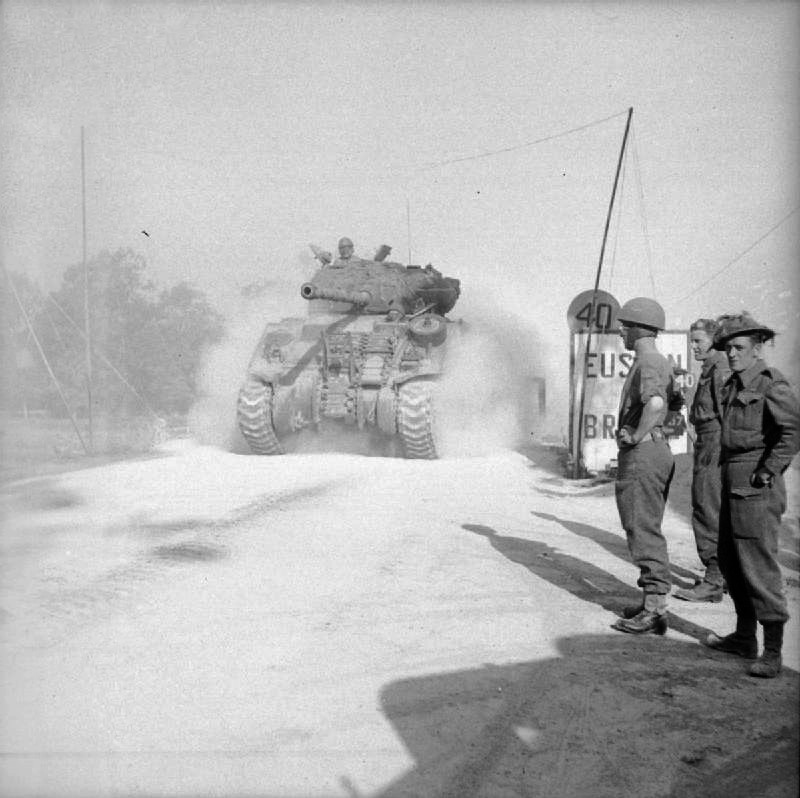
Un tanque Sherman atraviesa un puente sobre el río Orne durante la Operación Goodwood

El 19 de julio, los canadienses, guiados por las FFI, alcanzan por fin los barrios de la orilla derecha.
Caen queda completamente liberada el día 20 de julio, aunque los alemanes siguen a las puertas de la ciudad: mediante un fuerte ataque blindado hacia el este, Montgomery lanza la Operación Goodwood, que se saldará con un estrepitoso fracaso.